# Horoșe, Sloveanoserbsk
Horoșe (în ucraineană Хороше) este localitatea de reședință a comunei Horoșe din raionul Sloveanoserbsk, regiunea Luhansk, Ucraina.

## Demografie
Componența lingvistică a localității Horoșe
     Ucraineană (80,9%)
     Rusă (18,73%)
     Alte limbi (0,25%)
Conform recensământului din 2001, majoritatea populației localității Horoșe era vorbitoare de ucraineană (80,9%), existând în minoritate și vorbitori de rusă (18,73%).